# مشعلية خيمية
مشعلية خيمية (الاسم العلمي:Aethionema umbellatum) هي نوع من النباتات تتبع جنس المشعلية من الفصيلة الصليبية.